# Politisches Bewusstsein
Unter Politischem Bewusstsein versteht die Politikwissenschaft „die in einer Gesellschaft wirksamen Wertvorstellungen und die mit ihnen verbundenen Formen und Inhalte der Argumentation und Interpretation in Bezug auf soziale, wirtschaftliche und politische Verhältnisse“ (Sontheimer). 
Politisches Bewusstsein ist kein einheitliches, in sich geschlossenes Gebilde. Es ist nur schwer abzugrenzen gegenüber Einstellungen zu anderen Lebensbereichen, auf die sich das allgemeine Bewusstsein bezieht.